# Culex gediensis
Culex gediensis är en tvåvingeart som beskrevs av Edwards 1941. Culex gediensis ingår i släktet Culex och familjen stickmyggor.
Artens utbredningsområde är Kenya. Inga underarter finns listade i Catalogue of Life.